# 布雷拉 (克羅埃西亞)
布雷拉是克羅埃西亞的一個城鎮，屬於斯普利特-達爾馬提亞縣。2001年，布雷拉有人口1,771人。布雷拉是一個旅遊業城鎮，有馬卡爾斯卡里维埃拉的明珠之稱。這裡的海灘被福布斯雜誌評為世界第六和歐洲第一美麗的海灘。

## 外部連結
维基共享资源上的相關多媒體資源：布雷拉
- Brela Tourist Board （页面存档备份，存于） （克羅埃西亞文） （英文） （德文） （意大利文） （俄文） （法文） （捷克文）
- Hotels in Brela （页面存档备份，存于） （克羅埃西亞文） （英文） （德文） （意大利文） （俄文） （法文） （捷克文）

43°22′11″N 16°55′21″E / 43.36972°N 16.92250°E